# Fruitland Park (Floride)
Pour les articles homonymes, voir Fruitland Park.
Fruitland Park est une ville américaine située dans le comté de Lake en Floride.

## Démographie
| 1930 | 1940 | 1950 | 1960 | 1970  | 1980  |
| ---- | ---- | ---- | ---- | ----- | ----- |
| 270  | 362  | 551  | 774  | 1 359 | 2 259 |

| 1990  | 2000  | 2010  | - | - | - |
| ----- | ----- | ----- | - | - | - |
| 2 754 | 3 186 | 4 078 | - | - | - |

Selon le recensement de 2010, Fruitland Park compte 4 078 habitants. La municipalité s'étend sur 6,93 milles carrés (17,95 km2), dont 5,99 milles carrés (15,51 km2) de terres.